# Asistență gravitațională

Traiectoriile care au permis navei spațiale NASA Voyager să treacă pe lângă cele patru planete gigantice de gaz și pentru a atinge viteza necesară ieșirii din sistemul nostru solar.

În astrodinamică și în ingineria aerospațială, manevra de asistență gravitațională sau o praștie gravitațională este folosirea mișcării relative și a gravitației unei planete sau alt corp ceresc pentru a modifica direcția și viteza unei nave spațiale, de obicei, pentru a salva din carburant, timp și pentru a micșora cheltuielile. Asistența gravitațională poate fi folosită pentru a accelera, decelera și/sau modifica cursul unei nave spațiale.